# Segundo Doutor
O Segundo Doutor é uma encarnação do Doutor, o protagonista da série de televisão de ficção científica da BBC, Doctor Who. Ele foi interpretado pelo ator Patrick Troughton entre 1966 e 1969. De seus 119 episódios, 53 estão perdidos dos arquivos da BBC.
Dentro da narrativa do programa, o Doutor é um alienígena humanoide viajante do tempo de uma raça conhecida como Senhores do Tempo. Quando ele está gravemente ferido pode regenerar seu corpo, mas ao fazer isso, ganha uma nova aparência física e, com ela, uma nova personalidade. Este mecanismo permitiu que o Doutor fosse interpretado por uma série de atores ao longo dos mais de 60 anos do programa.

## Biografia
O Primeiro Doutor cresceu progressivamente mais fraco, enquanto lutava contra o Cybermen durante os eventos de The Tenth Planet, e finalmente desmoronou, (aparentemente de velhice). Seu corpo se renovava e se transformou no segundo doutor.
Inicialmente, a relação entre o segundo doutor e seu antecessor não era clara. Em sua primeira história, a Segunda Doutor referida seu antecessor na terceira pessoa como se ele fosse uma pessoa completamente diferente. Seus companheiros Polly Wright e Ben Jackson estão em primeiro lugar, sem saber como tratá-lo e é apenas quando um Dalek reconhece em aceitar que ele é o doutor.
Na segunda história, The Highlanders, Jamie McCrimmon se juntou a tripulação da TARDIS, e permaneceu com o segundo Doutor para o resto de suas viagens. Ben e Polly deixou juntos quando a TARDIS aterrissou no aeroporto de Gatwick, no mesmo dia que originalmente saiu com o Primeiro Doutor, depois de terem parado o sequestro em massa de turistas por deslocamento da forma aliens. O Doutor e Jamie, em seguida, tornou-se envolvido em uma conspiração pelos Daleks para ganhar ambos os "Fatores Humanos e Dalek" quando a TARDIS foi roubada, o que levou a eles atender Victoria Waterfield no século XIX. O Doutor usou a situação para projetar uma guerra civil Dalek que aparentemente destruiu os Daleks para sempre. No entanto, o pai de Victoria estava entre as vítimas. Agora uma órfã, Victoria escolheu para acompanhar o doutor e Jamie em suas viagens. Embora ela se sentia muito carinho para o doutor e Jamie, ela nunca foi capaz de chegar completamente a um acordo com a vida na TARDIS e do perigo constante que resultou. Ela finalmente optou por sair após os acontecimentos de Fúria do profundo e foi adotado por alguém no século XX. O doutor foi então acompanhado por Zoe Heriot, uma mulher extremamente inteligente (se excessivamente dependente de lógica) a partir do século XXI, que ajudou a derrotar o Cybermen de um ataque em uma estação espacial conhecida como "A Roda'. Ela então guardado na TARDIS e, apesar das advertências do médico sobre o que ela pode encontrar, optou por permanecer.
Durante sua segunda encarnação, o Doutor enfrentou inimigos familiares, como os Daleks e os Cybermen, bem como novos inimigos, como a grande inteligência e os Ice Warriors. Foi nessa época que ele conheceu Alistair Gordon Lethbridge-Stewart nos túneis do metro de Londres. Após a derrota do Grande Inteligência, Lethbridge-Stewart foi promovido a brigadeiro e se tornou o líder do contingente britânico da UNIT, uma organização militar encarregado de investigar e defender o mundo de ameaças extraterrestres. O doutor voltou a trabalhar com ele para derrotar uma invasão de Cybermen na liga com o industrial Tobias Vaughan.
O tempo do segundo doutor chegou ao fim quando a TARDIS aterrissou no meio de uma zona de guerra, criado por uma raça de senhores da guerra alienígenas que, com a ajuda de outro renegado Time Lord Chief War (Chefe de guerra), progressivamente sequestrados e os seres humanos que sofreram lavagem cerebral para se tornarem soldados para eles , esperando para usar os que sobreviveram à conquista da Galáxia. Embora o Doutor foi capaz de derrotar o seu plano, ele percebeu que não seria capaz de devolver os seres humanos a seus vários pontos originais na história da Terra. Ele, portanto, contatou a Senhores do Tempo, sacrificando sua própria liberdade no processo, e apesar de uma tentativa de fuga, foi forçado a retornar ao seu planeta natal. Ele foi então levado a julgamento pelos senhores do tempo, para quebrar as suas leis de não-interferência. Apesar de o argumento do doutor que os senhores do tempo devem usar seus grandes poderes para ajudar os outros, ele foi condenado ao exílio no século XX. Na Terra, os Senhores do Tempo acabaram forçando sua regeneração para o Terceiro Doutor no processo. Jamie e Zoe foram devolvidos ao seu próprio tempo, com suas memórias de todos, mas o seu primeiro encontro com o Doutor ou e o segredo da TARDIS também foi retirado do doutor.

## Personalidade
O segundo doutor foi apelidado de "Hobo Cósmico",  como o travesso segundo doutor parecia ser muito mais desalinhado e infantil de sua primeira encarnação.
Mercurial, inteligente, e sempre alguns passos à frente de seus inimigos, às vezes ele pode ser um conspirador cálculo que não só iria manipular as pessoas para o bem maior, mas agir como um idiota desastrado, a fim de que os outros subestimar suas verdadeiras habilidades. Às vezes isso aparece simplesmente como uma piada, como em The Tomb of the Cybermen, onde ele termina cálculos dos arqueólogos para trás das costas, mas em outras vezes, parece muito mais escura. Em The Evil do Daleks ele friamente manipula Jamie para tentar resgatar Victoria (encetando assim os testes Fator Humano) e é antipático quando Edward Waterfield tenta se desculpar por sua colaboração com os Daleks. Apesar da arrogância e tendência a entrar em pânico quando os eventos ficaram fora de controle, o segundo doutor sempre agiu heroicamente e moralmente em seu desejo de ajudar os oprimidos.
Este doutor é associado com os slogans "Oh minha tia tonta!" e "Quando eu digo para correr, corra!", e é conhecido por interpretar o gravador.

### Aparência
O traje de Troughton foi o resultado do debate entre o próprio ator, produtor Innes Lloyd, e o editor de script Gerry Davis. Ele usava um casaco preto vestido, vários tamanhos muito grandes, sobre uma camisa de cor clara e calças muito largas, que, como o arco-tie, foram fixados com um alfinete de segurança. Em suas duas primeiras histórias, as calças eram laranja e preto de seleção de duas polegadas. Ele também tendiam a usar uma cartola e botas de duende. O ator negou sugestões de que seu mop distintivo de cabelos negros era uma peruca.
Em histórias passadas em ambientes mais frios, Troughton usava uma capa ou um casaco de pele curto.

## Aparições posteriores
O segundo Doutor voltaria para a série em três ocasiões: em 1973 para o 10º aniversário de série em  The Three Doctors (que também viu o retorno de William Hartnell como o primeiro Doutor), em 1983, para o 20º aniversário especial, The Five Doctors, e mais uma vez em 1985, em The Two Doctors.

## Outras menções
Visões do Segundo Doutor aparecem em The Day of the Daleks, The Brain of Morbius, Earthshock, Mawdryn Undead, Resurrection of the Daleks, "The Next Doctor", "The Eleventh Hour", "Vincent and the Doctor", "The Lodger" , "Nightmare in Silver" e na história de The Sarah Jane Adventures, Death of the Doctor.
Uma escultura da cabeça, juntamente com a do Primeiro Doutor, aparece no especial 1993 para crianças carentes intitulado Dimensions in Time. O Quarto Doutor o chama de "o flautista."
Ele aparece brevemente em "The Name of the Doctor", onde arquivo de metragem a partir de The Five Doctors é usado para mostrar a ele que funciona após Clara Oswald em uma aventura invisível.
O segundo doutor aparece, via imagens de arquivo, no 50º aniversário da série especial, "The Day of the Doctor". Ele é visto pilotando a TARDIS e agir em uníssono com doze outras encarnações do Doutor para salvar Gallifrey no último dia da Guerra do Tempo.

## Recepção
Peter Davison, Colin Baker, Sylvester McCoy e Matt Smith, que interpretaram o Quinto Doutor, Sexto Doutor, Sétimo Doutor e Décimo primeiro Doutor respectivamente, afirmaram que o segundo doutor é o seu favorito. Smith também declarou que seu traje de doutor, em particular, a gravata borboleta, foi também influenciada pelo segundo doutor, depois de Smith citou a história The Tomb of the Cybermencomo um episódio favorito.